# 南京青奥体育公園
南京青奥体育公園は南京市江北新区に2014年南京青奥会を記念し作られたスポーツ施設。総面積は100万平米であり、競技場と体育館などで構成されている。

## 競技場
18000名収容のスタジアムはサッカー専用スタジアムである。

## 体育館
体育館は中国最大の21000人収容で2019年バスケW杯やコンサートなど頻繁に開催されている。